# Сасык-Булак (Джалал-Абадская область)
Сасык-Булак (кирг. Сасык-Булак) — село в Сузакском районе Джалал-Абадской области Кыргызстана. Входит в состав Ырысского айылного аймака.

## География
Село расположено в юго-восточной части области, к юго-востоку от Базар-Коргонского водохранилища, на расстоянии приблизительно 5 километров (по прямой) к северо-западу от села Сузак, административного центра района. Абсолютная высота — 756 метров над уровнем моря.

## Население
Согласно оценочным данным Национального статистического комитета Кыргызской Республики, численность населения села на начало 2023 года составляла 203 человека.
| год     | 2009 | 2014 | 2015 | 2020 | 2021 | 2023 |
| ------- | ---- | ---- | ---- | ---- | ---- | ---- |
| человек | 389  | 118  | 129  | 171  | 188  | 203  |